# Independence (Kentucky)
Independence è una città degli Stati Uniti d'America, nella contea di Kenton, nello Stato del Kentucky.